# جوان كارتر (متزلجة فنية)
جوان كارتر (بالإنجليزية: Joanne Carter) هي متزلجة فنية أسترالية، ولدت في 17 يونيو 1980 في سيدني في أستراليا.

## وصلات خارجية
- جوان كارتر على موقع الاتحاد الدولي للتزلج (الإنجليزية)
- جوان كارتر على موقع أوليمبيديا (الإنجليزية)
- جوان كارتر على موقع اللجنة الأولمبية الأسترالية (الإنجليزية)